# جون إف. دي سوان
جون إف. دي سوان (بالإنجليزية: John F. De Swan)‏ هو عسكري أمريكي، ولد في 13 يناير 1876 في فيلادلفيا في الولايات المتحدة، وتوفي في 1 ديسمبر 1956.